# Yong (fiume)
Il fiume Yong (甬江S, YongjiangP) è un fiume della provincia dello Zhejiang. Nasce nella città di Ningbo, dalla confluenza dei fiume Fenghia e Yuyao, e sfocia nel Mar Cinese Orientale. Il suo nome deriva dalla collina Yongshan, situata a poca distanza della città. Insieme ai suoi due affluenti, i quali sono entrambi lunghi circa 100 chilometri, costituisce uno degli otto principali sistemi idrici della provincia.

## Attraversamenti
A partire dagli anni 2000 sono stati costruiti diversi nuovi ponti che attraversano il fiume Yong. Tra di essi vi sono:
- Ponte Yongjiang: ponte strallato inaugurato nel 1992. È il primo ponte fisso sul fiume Yong.
- Ponte Bund: ponte strallato triangolare tra i distretti Yinzhou e Jiangbei, inaugurato nel 2010
- Ponte Qingfeng: ponte sospeso aperto al traffico nel 2008
- Ponte Zhongxing: ponte strallato a due livelli, per il passaggio sia dei veicoli a motore che pedonale.
- Ponte Mingzhou: ponte ad arco in acciaio che collega i distretti di Yinzhou e di Zhenhai, inaugurato nel 2011. È uno dei ponti ad arco con campata più lunga al mondo.[3]